# Librado Andrade
Librado Andrade (født 2. september, i 1978 i Guanajuato i Mexico) er en mexicansk bokser i super-mellemvægt divisionen. Hans bror er bokseren Enrique Ornelas.

## Professionel Karriere
Selvom at have været rangeret i top 25 divisionen i de seneste e par år har Andrade ikke mødt meget modstand, der førte til hans kamp mod WBA/WBC mesteren Mikkel Kessler. Forud for Kessler kampen, var han bedst kendt for sin første knockout runde af tidligere bokser Richard Grant og besejre den tidligere mellemvægt mester Otis Grant. Han fik også en vis anerkendelse for at være anmodet om at få Bernard Hopkins som sparringspartner i forberedelserne til Hopkins 'revanche kamp' med Jermain Taylor. Andrade afviste denne anmodning på foranledning af hans manager Al Haymon, som fortalte Andrade: "You can't have the mentality of being a helper for another fighter. You have to have the mentality of a champion." (på dansk: "Du kan ikke have den mentalitet at blive en hjælper for en anden kæmper. Du er nødt til at have mentalitet som en mester.") I 2005 havde selv Kessler brugt Andrade som sparringspartner til en tre-runders-session, mens han trænede i Los Angeles til en kamp mod Anthony Mundine.
I Kessler kampen, viste Andrade en utrolig evne til at udholde et stort angreb fra sin modstander. Kessler gav 348 slag, næsten alle i hovedet mod Andrade. Gennem straffen, viste Andrade ingen fysisk eller psykisk slid og fortsatte med at presse kampen mod hver runde ved at komme frem på Kessler. Forud for sidste runde, omfavnede de to kæmpere hinanden, i stedet for at røre hansker i en sjælden udstilling af respekt for boksning. Dommerne ved ringsiden, Tom Kaczmarek, Tom Miller og John Keane, havde alle pointscoren 120-108 til fordel for Mikkel Kessler. Kampen blev sendt live på HBO's Boxing After Dark.
Andrade besejrede Vitali Tsypko i Montreal den 4. april 2009, i en IBF Supermellemvægt eliminator, hvorved der opståd en omkamp mod Lucian Bute, der fandt sted den 28. november 2009 i Quebec City. Bute besejrede Andrade med KO i fjerde runde, med en uppercut mod kroppen, der fulgte kort efter et venstre jab, der sendte Andrade i gulvet for første gang.

## Personligt
Andrade blev født i Guanajuato i Mexico Hans familie emigrerede til La Habra i California, da han var ti år gammel. Andrade er nu gift og har to børn. 
Under en HBO udsendelse af hans kamp mod Yusaf Mack blev det rapporteret, at Andrade tabte 14 af sine 16 amatør kampe. På et tidspunkt arbejdede Andrade på morgenenvagter på en Jack in the Box fastfoodrestaurant, mens han træende om eftermiddagen.